# Pilaria brooksi
Pilaria brooksi là một loài ruồi trong họ Limoniidae. Chúng phân bố ở miền Australasia.